# Michael Griebel
Michael Griebel (13 de janeiro de 1960) é um matemático e informático alemão. Suas pesquisas focam sobre computação científica, ajudando a desenvolver algoritmos computacionais para sparse grids.
Griebel obteve em 1989 um doutorado na Universidade Técnica de Munique, orientado por Christoph Zenger, com a tese Zur Lösung von Finite-Differenzen- und Finite-Element-Gleichungen mittels der Hiearchischen-Transformations-Mehrgitter-Methode.
Foi palestrante convidado do Congresso Internacional de Matemáticos em Madrid (2006).

## Publicações selecionadas
- com S. Knapek: Optimized general sparse grid approximation spaces for operator equations, Math. Comp., Volume 78, 2009, p. 2223--2257
- com Hans-Joachim Bungartz: Sparse grids, Acta Numer., Volume 13, 2004, p. 147--269
- com T. Gerstner: Dimension-adaptive tensor-product quadrature, Computing, Volume 71, 2003, p. 65--87
- Sparse grids and related approximation schemes for higher dimensional problems, in: Foundations of computational mathematics, Santander 2005, London Math. Soc. Lecture Note Ser., Cambridge UP, 2006, p. 106--161
- com Jürgen Braun: On a constructive proof of Kolmogorov's superposition theorem, Constr. Approx., Volume 30, 2009, p. 653--675
- com D. Oeltz: A sparse grid space-time discretization scheme for parabolic problems, Computing, Volume 81, 2007, p. 1--34
- com Markus Holtz: Dimension-wise integration of high-dimensional functions with applications to finance, J. Complexity, Volume 26, 2010, p. 455--489
- Multilevel algorithms considered as iterative methods on semidefinite systems, in: Iterative methods in numerical linear algebra (Copper Mountain Resort, CO, 1992), SIAM J. Sci. Comput., Volume 15, 1994, p. 547--565
- com J. Hamaekers: Tensor Product Multiscale Many-Particle Spaces with Finite-Order Weights for the Electronic Schrödinger Equation, Zeitschrift für Physikalische Chemie, Volume 224, 2010, p. 527--543
- com H. Wozniakowski: On the optimal convergence rate of universal and non-universal algorithms for multivariate integration and approximation, Mathematics of Computation, Volume 75, 2006, p. 1259–1286
- com P. Oswald: On the abstract theory of additive and multiplicative Schwarz algorithms, Numerische Mathematik, Volume 70, 1995, p. 163–180